# Cantó d'Elna
El cantó d'Elna era una divisió administrativa francesa de la comarca del Rosselló (Catalunya del Nord), al departament dels Pirineus Orientals. Al llarg de la història ha tingut algunes comunes, o municipis, que ha estat sempre unides a Elna, i d'altres que han variat d'un cantó a un altre.

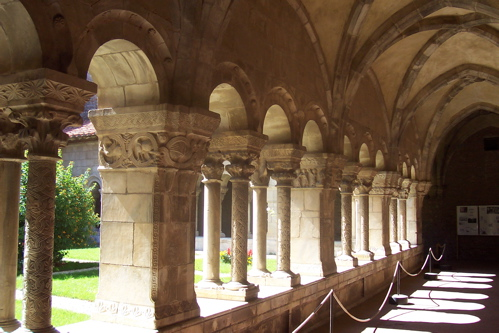
Claustre de la Catedral d'Elna

## Història
Fou creat el 1790, just després de la Revolució Francesa, i desmembrat a partir del 1801 entre els cantons de Perpinyà Est i de Tuïr.
El cantó d'Elna fou tornat a crear el 1982 (Decret núm. 82-84 del 25 de gener del 1982) a ran de la divisió del Cantó de Perpinyà-4, amb la qual cosa va recuperar les comunes de Cornellà del Bercol, Elna, Montescot, Tesà i Vilanova de Raó.
Les comunes de Bages de Rosselló i d'Ortafà, que havien pertangut al primer cantó d'Elna, més tard al Cantó de Tuïr, foren units de nou al d'Elna pel Decret núm. 85-149 del 31 de gener del 1985.
Amb les eleccions departamentals del 22 i 29 de març del 2015, el Cantó d'Elna prengué el nom de Cantó de la Plana d'Illiberis, a partir del nom antic d'Elna. En aquest nou cantó s'hi afegiren les comunes d'Alenyà i la Torre d'Elna.

## Composició
El cantó d'Elna, reanomenat Cantó de la Plana d'Illiberis, està compost actualment (2015) per 9 municipis del Rosselló:
- Elna (capital del cantó)
- Alenyà
- Bages de Rosselló
- Cornellà del Bercol
- Montescot
- Ortafà
- Tesà
- la Torre d'Elna
- Vilanova de Raó

## Consellers generals
| Període              | Nom                                  | Opció política                                                    | Comentaris |
| -------------------- | ------------------------------------ | ----------------------------------------------------------------- | --- |
| 1982 – 2001          | Narcisse Planas                      | Partit Comunista Francès (PCF), després Divers gauche (DVG)       | Batlle d'Elna (1965-1995) |
| 2001 – 2015          | Marcel Mateu                         | Divers gauche (DVG)                                               | Adjunt al batlle d'Elna (Març 2001-abril 2010) Vicepresident del Consell General Conseller regional (Març 2010-2015)                                                                                                  |
| 2015 – Moment actual | Marie-Pierre Sadourny Nicolas Garcia | Partit Socialista (PS) Partit Comunista Francès-Front d'Esquerres | Consellera municipal d'oposició a Sant Cebrià de Rosselló Consellera de la Comunitat del Rosselló Sud Conseller municipal d'Oposició a Elna Conseller de la Comunitat de les Alberes-Costa Vermella-Plana d'Illiberis |